# Dracaena fragrans
Dracaena fragrans (L.) Ker Gawl. è una pianta tropicale appartenente alla famiglia delle Asparagaceae, popolarmente nota come tronchetto della felicità.

## Descrizione

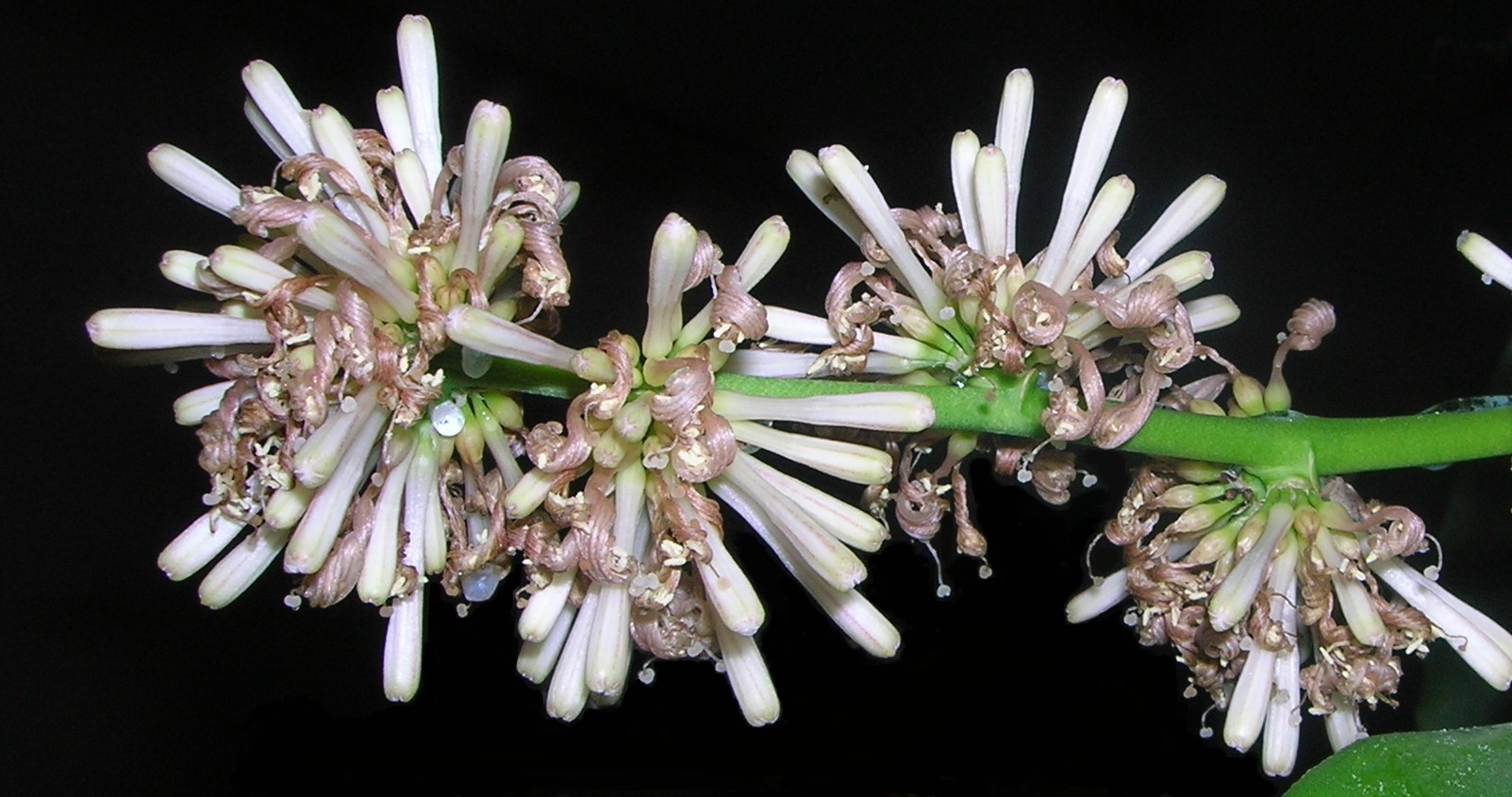
Fiore

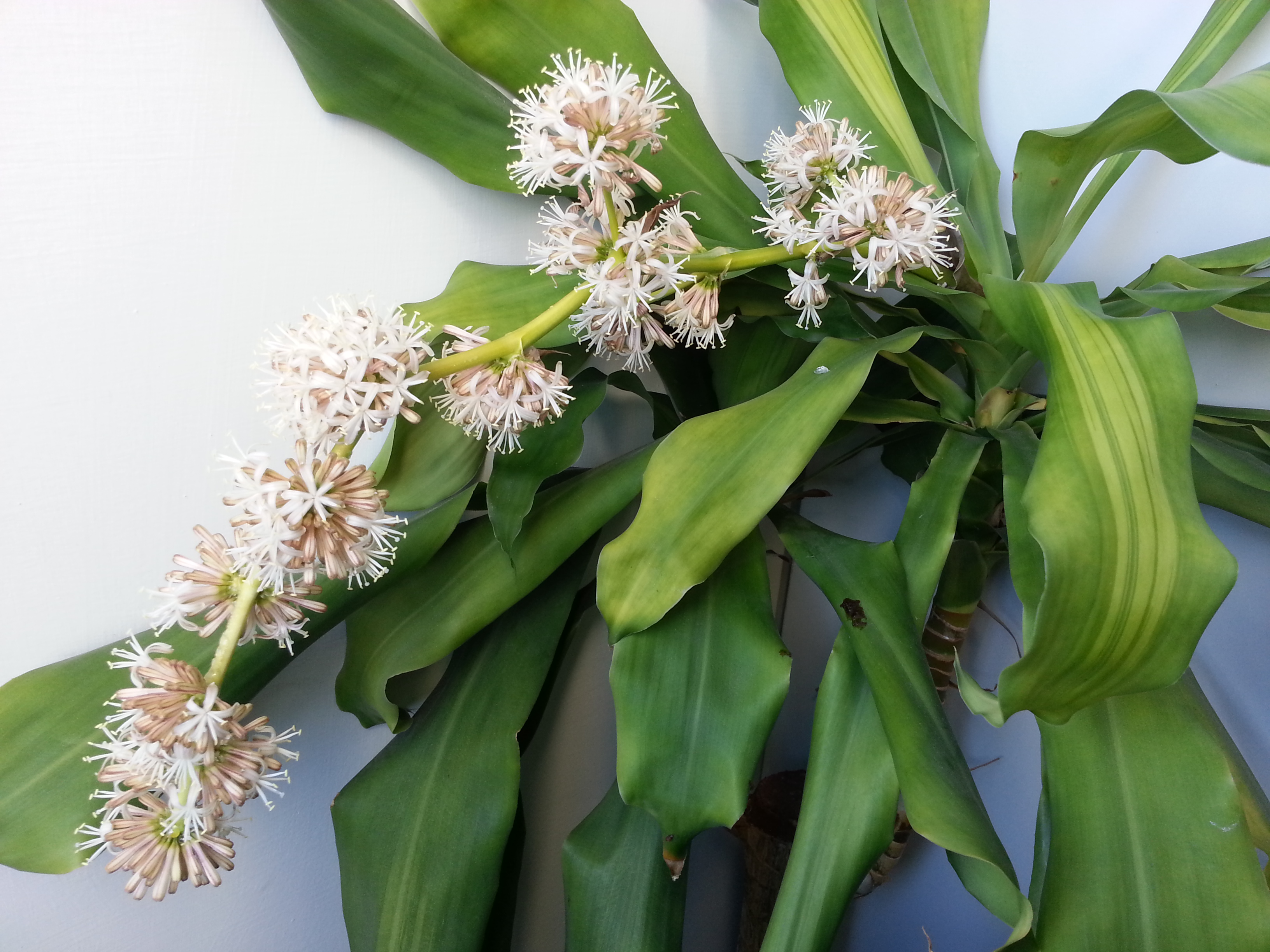
Ramo di fiori aperti

Questa pianta sempreverde ha il tronco che nel suo habitat naturale cresce fino ad un massimo di 6 metri in altezza. Coltivata in casa può invece raggiungere 2 metri, in rari casi giunge fino a 3 metri. La pianta adulta produce un fiore a spiga di color crema e dal profumo molto intenso e dolciastro, lungo al massimo 50 cm; difficilmente fiorisce in interni. Dopo la fioritura spuntano i germogli laterali lungo il tronco centrale che possono dar vita a nuove piante mediante talea.

## Distribuzione e habitat
Dracaena fragrans è una pianta tipica dell'Africa tropicale ed il suo territorio si estende dalla Sierra Leone ad ovest fino all'Etiopia a nord-est e al Malawi a sud-est.

## Tassonomia
Questa entità è stata descritta nel 1768 da Linneo come Aletris fragrans. La denominazione attuale di Dracaena fragrans si deve al botanico inglese John Bellenden Ker Gawler.

### Cultivar
Esistono tantissime cultivar.
La cultivar «Massangeana» è stata selezionata per le foglie variegate con tre sottili strisce gialle al centro.

## Coltivazione

### Luce
Ha bisogno di posizioni molto luminose, però deve stare lontana dal sole diretto. Se le foglie sono verdi, la pianta sopporta di più l'ombra rispetto alle piante con foglie di vari colori.

### Temperatura
In inverno non sopporta temperature più basse dei 15 °C, raramente sopporta i 12 °C se viene bagnata poco. Invece in estate resiste fino ai 24 °C.

### Acqua
In estate necessita di essere bagnata 2 volte a settimana e in inverno solo 1 volta a settimana. La pianta non può vivere in acqua, ma non deve nemmeno restare completamente asciutta.

## Nella cultura di massa

### La leggenda metropolitana
Inizialmente considerata una pianta "portafortuna" da tenere in casa, negli anni ottanta si diffuse una leggenda metropolitana che voleva che all'interno dei tronchetti della felicità facesse il nido un ragno velenoso (una migale), secondo alcune versioni inoltre il morso di tale ragno avrebbe procurato l'AIDS, malattia che stava iniziando a diffondersi proprio in quegli anni. Questa diceria causò una drastica diminuzione della presenza di questa pianta, all'epoca molto comune, all'interno delle case degli italiani.